# Wilkowo (Ukraina)

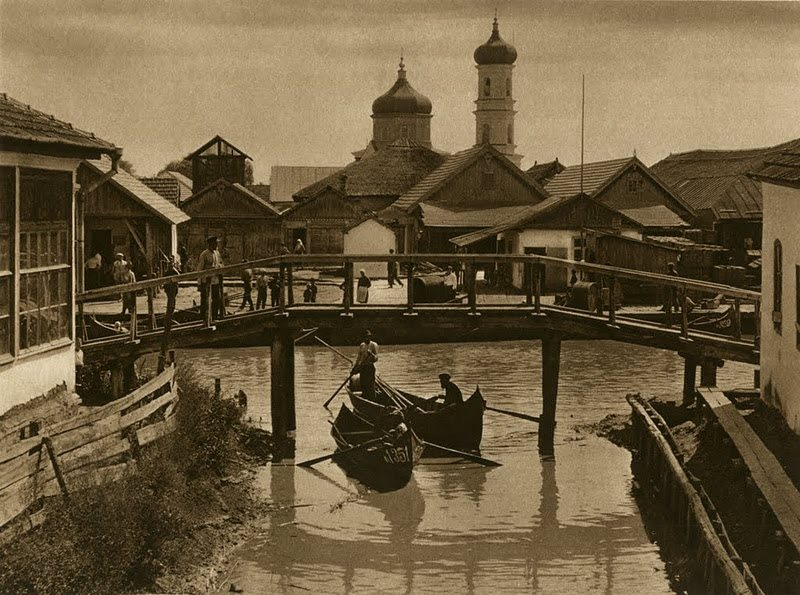
Wilkowo 1933

Wilkowo (ukr. Вилкове, trb. Wyłkowe) – miasto na Ukrainie w obwodzie odeskim, liczy 9200 mieszkańców (2006). Ośrodek przemysłu spożywczego.